# لاستیک سخت

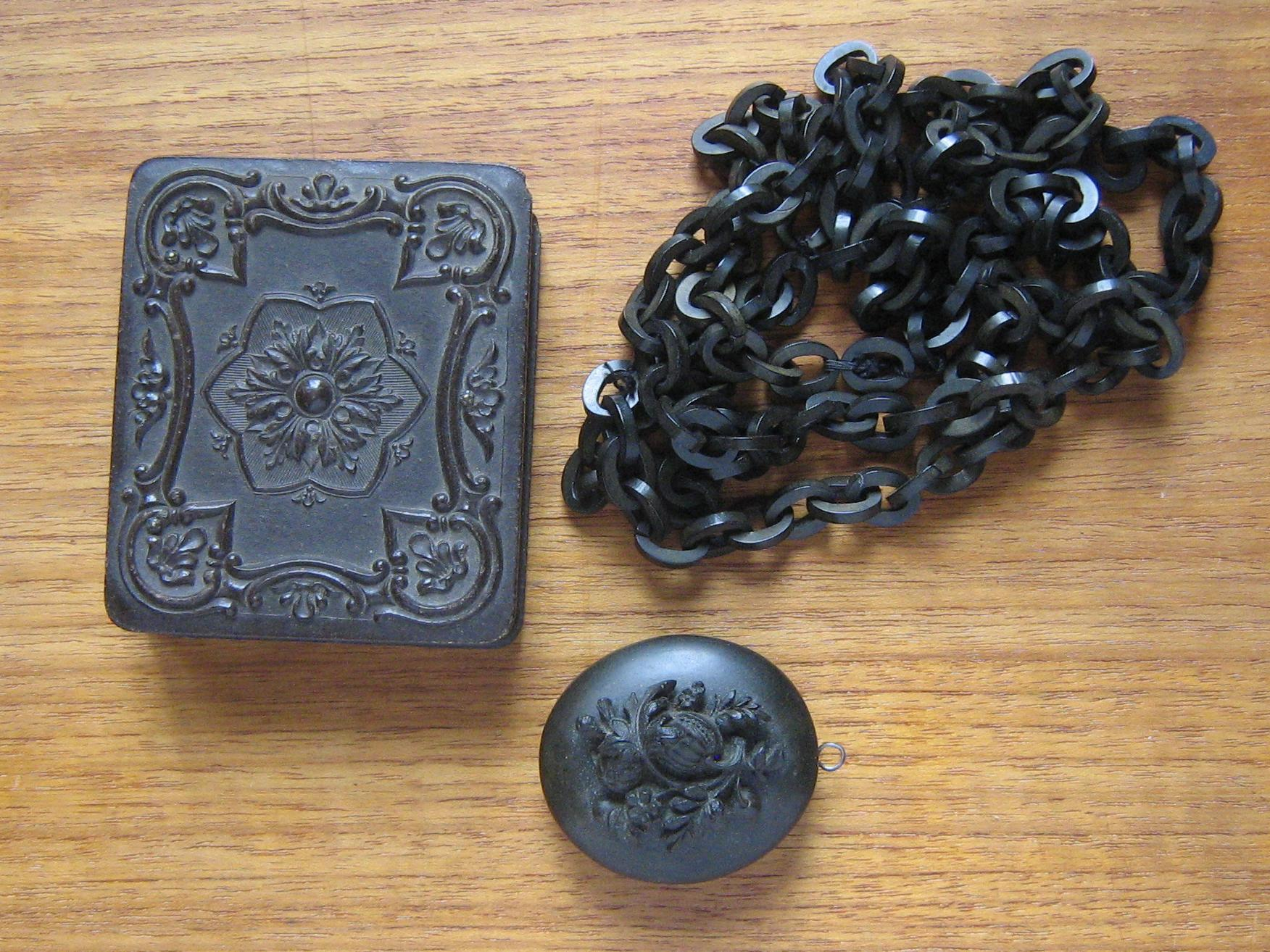
کاربردهای ابونیت از قرن نوزدهم

ِابونیت نام تجاری ماده‌ای است که عموماً با عنوان لاستیک سخت شناخته می‌شود و از ولکانش لاستیک طبیعی برای مدت طولانی به‌دست می‌آید. ابونیت ممکن است حاوی ۲۵٪ تا ۸۰٪ گوگرد و روغن بزرک باشد.
این ماده همچنین به اشتباه، ولکانیت نامیده می‌شود. اما این نام به‌طور رسمی به ماده معدنی ولکانیت اشاره دارد.
نلسون گودیر، برادر چارلز گودیر، شیمی کامپوزیت‌های ابونیت را آزمایش کرد. در سال ۱۸۵۱ او از اکسید روی به‌عنوان پُرکننده استفاده کرد.

## ویژگی‌ها

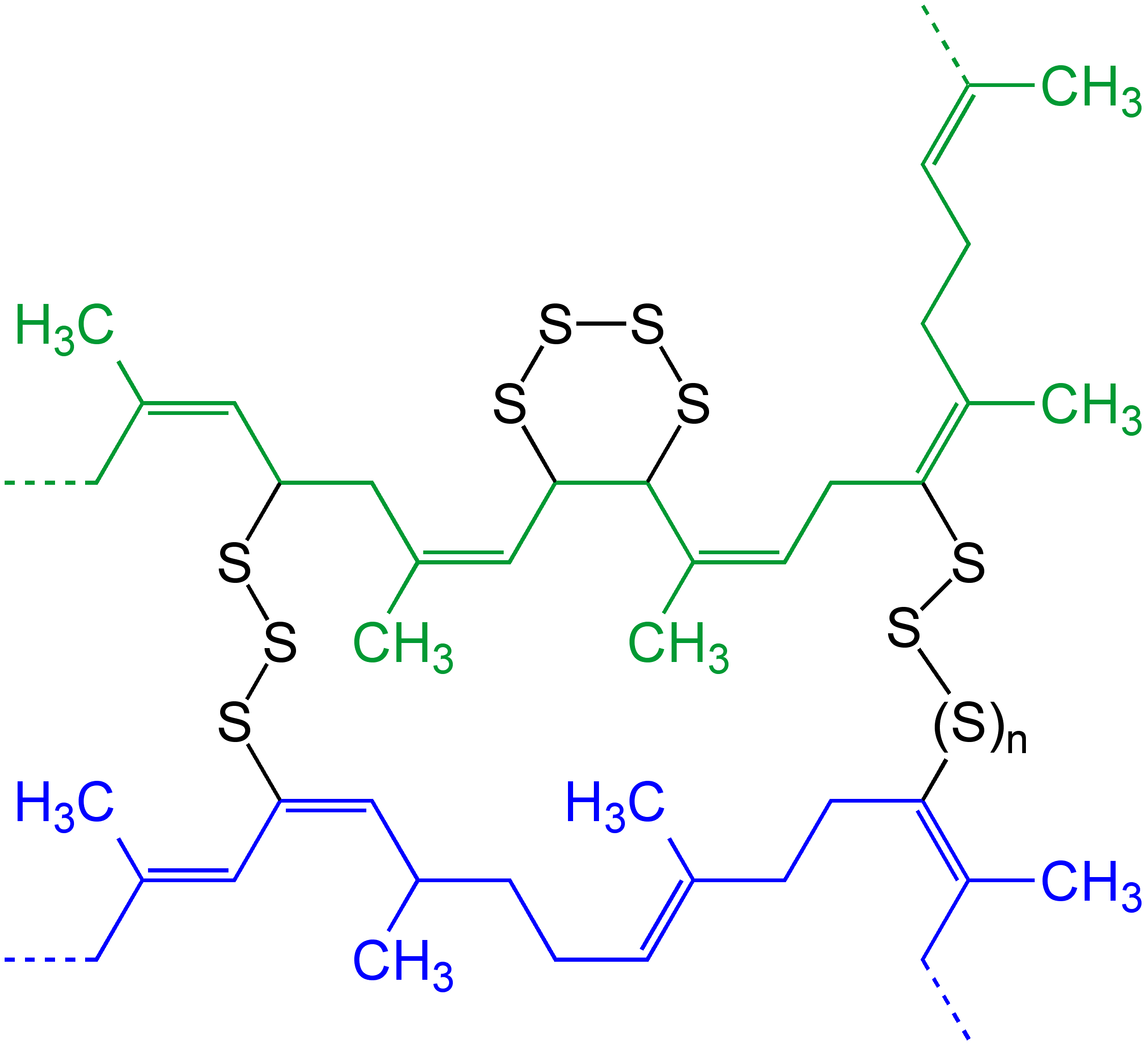
نمایش شماتیک دو رشته (آبی و سبز) لاستیک طبیعی پس از ولکانیزاسیون با گوگرد

درصد گوگرد و دماها و مدت زمان اعمال شده در حین ولکانیزه کردن، متغیرهای اصلی تعیین‌کننده خواص فنی الاستومر پلی‌سولفید لاستیک سخت هستند. واکنش رخ داده اساساً افزودن گوگرد در پیوندهای دوگانه است که ساختارهای حلقه درون مولکولی را تشکیل می‌دهد، بنابراین بخش بزرگی از گوگرد به‌شکل افزودن درون مولکولی، به‌شدت به هم متصل می‌شود. به‌دلیل داشتن حداکثر محتوای گوگرد تا ۴۰٪، ممکن است برای مقاومت در برابر تورم و به حداقل رساندن تلفات دی الکتریک استفاده شود. قوی‌ترین خواص مکانیکی و بیشترین مقاومت حرارتی با محتوای گوگرد در حدود ۳۵٪ به دست می‌آید در حالی که بالاترین مقاومت ضربه را می‌توان با محتوای گوگرد کمتر ۳۰٪ به دست آورد. سفتی لاستیک سخت در دمای اتاق به نیروهای واندروالس بین اتم‌های گوگرد درون مولکولی نسبت داده می‌شود. افزایش دما به تدریج باعث افزایش ارتعاشات مولکولی می‌شود که بر نیروهای واندروالس غلبه می‌کند و آن را الاستیک می‌کند. لاستیک سخت دارای چگالی وابسته به مخلوط محتوا در حدود ۱٫۱ تا ۱٫۲ است. هنگامی که لاستیک سخت دوباره گرم می‌شود، اثر حافظه‌شکلی از خود نشان می‌دهد و به‌راحتی می‌توان آن را در محدودهٔ خاصی تغییر شکل داد. بسته به درصد گوگرد، لاستیک سخت دارای دمای انتقال ترموپلاستیک یا نرم شدن ۷۰ تا ۸۰ درجه سلسیوس (۱۵۸ تا ۱۷۶ درجه فارنهایت) است.

### قرار گرفتن در معرض تابش فرابنفش و نور روز
لاستیک سخت تحت تأثیر تابش فرابنفش، در نور روز، اکسید می‌شود و در معرض رطوبت، آب را با گوگرد آزاد روی سطح می‌چسباند و سولفات‌ها و اسید سولفوریک را در سطح ایجاد می‌کند که بسیار مرطوب هستند.

## کاربردها

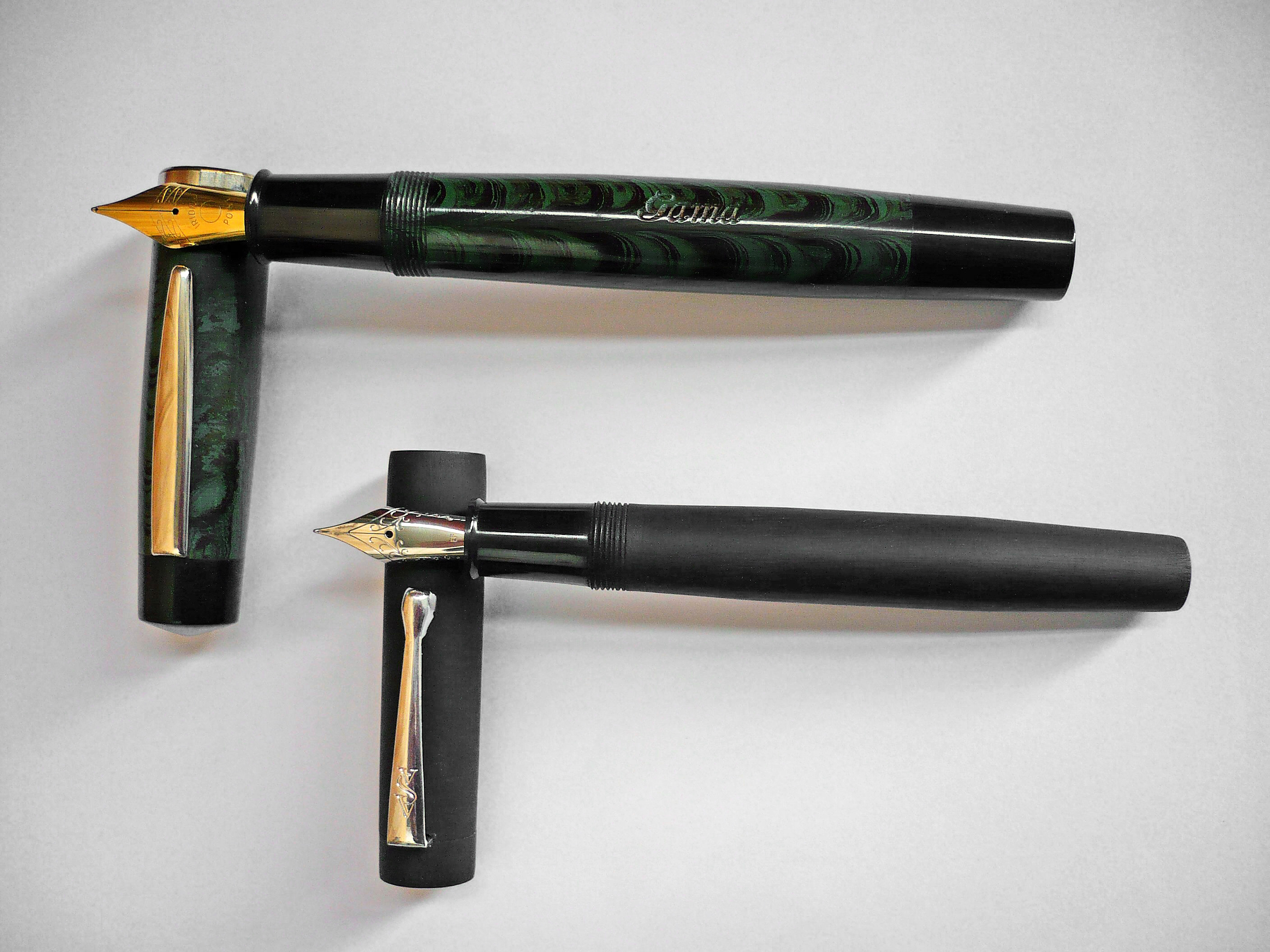
خودنویس سبز/مشکی ساخت سال ۲۰۱۴ و خودنویس مشکی ساخت سال ۲۰۱۷

لاستیک سخت در اوایل قرن بیستم در توپ‌های بولینگ استفاده می‌شد اما در سال‌های بعد، با مواد دیگری جایگزین شد. (نام ابونیت، به‌عنوان یک نام تجاری برای یکی از تولیدکنندگان عمدهٔ توپ‌های پلیمری باقی مانده‌است). از این ماده در دوشاخه‌های برق، دهانهٔ پیپ (در رقابت با لوسیت)، توپ‌های هاکی، بدنه‌ها و نوک‌های خودنویس، دهانی‌های ساکسوفون و کلارینت و همچنین کلارینت‌های کاملاً پایدار در برابر رطوبت  استفاده شده‌است. همچنین معمولاً در کلاس‌های فیزیک برای نشان دادن الکتریسیته ساکن استفاده می‌شود.
سال‌ها از لاستیک سخت در باتری‌های خودرو استفاده می‌شد، بنابراین رنگ سیاه به‌عنوان رنگ سنتی آن‌ها حتی مدت‌ها پس از جایگزینی پلاستیک‌های مدرن قوی‌تر مانند پلی‌پروپیلن، ثابت مانده‌است. برای چندین دهه در افشانه‌های موی ساخته شده توسط Ace، که اکنون بخشی از نیوول برندس است، استفاده می‌شد، اما مدل‌های کنونی، تنها با پلاستیک تولید می‌شوند.
ابونیت به‌عنوان پوشش ضدخوردگی برای مخازن مختلف (عمدتا ذخیره‌سازی) که حاوی اسید هیدروکلریک رقیق شده هستند استفاده می‌شود. این ماده، هنگام ذخیره هیدروفلوئوریک اسید در دماهای بالاتر از دمای اتاق یا برای مدت طولانی، حباب ایجاد می‌کند.